# Septfontaines (Francia)
Septfontaines è un comune francese di 300 abitanti situato nel dipartimento del Doubs nella regione della Borgogna-Franca Contea.

## Società

### Evoluzione demografica
Abitanti censiti